# Aedes insolens
Aedes insolens är en tvåvingeart som beskrevs av Edwards 1936. Aedes insolens ingår i släktet Aedes och familjen stickmyggor. Inga underarter finns listade i Catalogue of Life.